# Африканська куріпка
Африка́нська курі́пка (Xenoperdix) — рід куроподібних птахів родини фазанових (Phasianidae). Містить два рідкісних види, що трапляються лише у горах Танзанії.

## Історія відкриття
Четверо данських біологів дізналися про ймовірність того, що в горах Удзунгва в Танзанії може існувати неописаний вид або навіть рід птахів, коли вони помітили курячі пташині лапки. Раніше вони бачили групу куреподібних птахів, які нагадували їм турачів. Птахи мали помітно інший колір оперення, ніж види турачів, які вони знайшли в своїх ідентифікаційних книгах. Однак біологи не виключили, що розбіжність сталася через неточні ілюстрації. Вони спостерігали за птахами щонайменше 85 разів, перш ніж одному з їхніх місцевих гідів вдалося спіймати двох тварин у пастку. Науковий опис нововиявленого виду Xenoperdix udzungwensis, який був віднесений до власного роду — відбувся в 1994 році.
У 2000 році птахів спостерігали в горах Рубехо, за 150 кілометрів від гір Удзунгва, які спочатку вважалися іншою популяцією Xenoperdix udzungwensis. Танзанійський орнітолог Джейкоб Кіуре повернувся в цей район у 2001 році разом з Йоном Ф'єлдсо. Ф'єлдсо вже брав участь у науковому описі Xenoperdix udzungwensis. Вони помітили, що птахи в цій популяції були не тільки значно меншими за тварин, які мешкають південніше, але й значно відрізнялися від них за оперенням. Припущення, що це був просто підвид, не підтвердилося. Тестування ДНК показало, що генетичні відмінності були настільки великими, що нещодавно відкритій популяції надано статус виду, який назвали Xenoperdix obscurata.
Однак BirdLife International, як і Міжнародний союз охорони природи, вважає ці відмінності незначними і не приймає розділення. Автори поділу ж відзначають географічну ізоляцію двох популяцій, їхню генетичну та морфологічну розділеність, і наполягають на тому, що статус виду є вирішальним для захисту біологічної сутності, побоюючись, що простий статус ізольованої реліктової популяції спричинить її втрату. Два види роду, ймовірно, жили окремо один від одного мільйони років. Між двома лісовими масивами, в яких вони зустрічаються, лежать території відкритих плато і велика річка.

## Види
- Куріпка рубезька, Xenoperdix obscuratus
- Куріпка африканська, Xenoperdix udzungwensis